# Glasgow Emancipation Society
Glasgow Emancipation Society, var en skotsk organisation, grundad 1833. 
Syftet var att verka mot slaveri i USA. Det var en del av ett flertal abolitionistiska föreningar som bildades just år 1833, vid sidan av Edinburgh Emancipation Society, Edinburgh Ladies' Emancipation Society och Glasgow Ladies' Emancipation Society. 